# 伯公潭橋

伯公潭橋位於桃園市平鎮區新光路2段，是一座紅磚糯米拱橋，為平鎮區三座紅磚橋之一。橋共有三孔圓拱，推測初建於日本大正年間（1920年代）。

## 歷史
在日本明治維新的背景下，台灣的房屋或橋樑大量應用西洋建築的設計與營造方法。當時缺乏鋼筋、水泥材料，因而模仿騎樓拱柱模樣，設計成半圓三拱，使所有重量平均分散在拱橋橋柱上。

## 現況
伯公潭橋年代久遠，為了因應人口增加與工商業快速發展，便在2013年9月，於橋的上游側拆除矮護欄，並以鋼筋混凝土加高加寬橋面，形成一座橋有兩種建材的景象。
2017年9月20日，「伯公潭客家信仰圈水利景觀工程」開工，計畫整治伯公潭橋及其周邊，將伯公潭橋改建成雙橋設計，預計2018年1月完工。
2017年12月24日，為興建自行車道工程，砍掉沿岸多棵樟樹。附近居民覺得可惜，一些人撿取被砍下的部份樟樹枝塊回去。民眾認為應有辦法將樟樹與車道結合，使其富有綠意與人文氣息。。

## 註解
1. ↑  . 大紀元. 2005-11-20  [2018-06-07]. （原始内容存档于2019-09-15） （中文（臺灣））. 先民們利用糯米混合紅糖、石灰等物質作為黏合石塊的材料，這就是糯米橋名稱的由來。